# Edme-Antoine Durand
Pour les articles homonymes, voir Durand (patronyme).
Edme-Antoine, chevalier Durand (Auxerre, 8 janvier 1768-Florence, 28 mars 1835) est un collectionneur français. 

## Biographie
Edme-Antoine Durand est le fils d'un marchand de vins fortuné d'Auxerre. Il devient lui-même marchand lui permettant de constituer une rapide fortune. Il découvre l'Italie en 1799 où il est employé et va commencer une collection. Il devient un marchand de tableaux de 1817 à 1822. Il emploie sa fortune pour se constituer une collection importante de peintures, estampes, gemmes, médailles, antiquités et vases. 

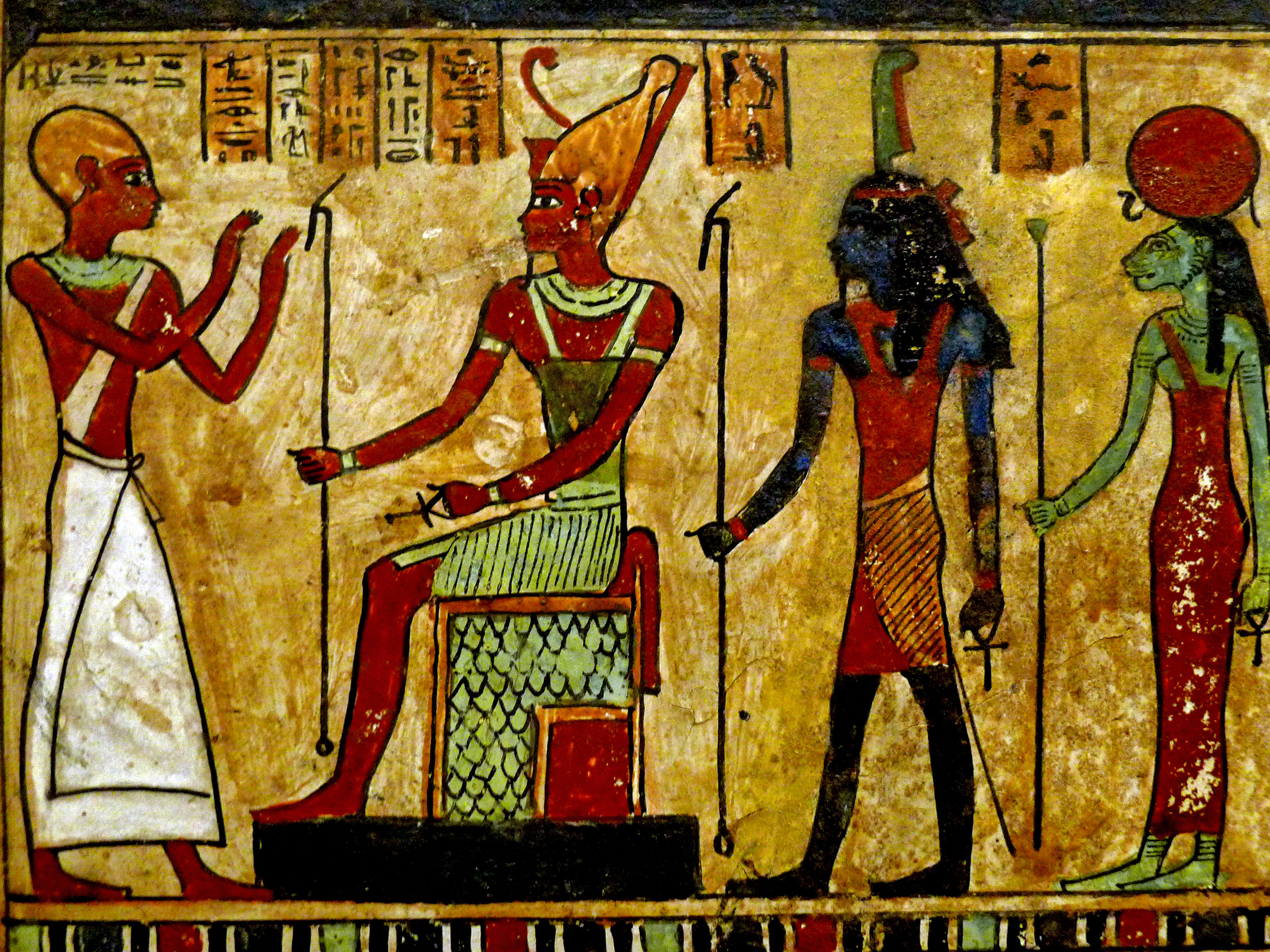
Stèle d'Ousirour, prêtre d’Amon à Thèbes (détail)
Musée du Louvre.

Sa première collection d'antiquités était considérée par le comte de Clarac, conservateur des antiquités, comme « l’une des plus considérables et des mieux choisies qu’il y ait en Europe, a mérité l’admiration des connoisseurs par son étendue et sa variété ». Il avait commencé sa collection des antiquités grecques, étrusques et romaines avant 1806. Dès 1806, Aubin Louis Millin de Grandmaison qualifiait sa collection de vases antiques de « peu nombreuse, mais bien choisie ». Son premier achat connu, en 1801, est celui de l'amphore de Chantilly, peinte par le peintre Aison entre 450 et 425 avant J.-C., découverte avant 1798 par le marquis Nicola Vivenzio, sur ses terres près de Nola. Il vend cette amphore en 1813 au comte de Pourtalès-Gorgier avant qu'elle soit acquise en 1865 par le duc d'Aumale. Il se procure des vases grecs auprès de Louis-François-Sébastien Fauvel, des antiquités auprès des marchands Raffaele Gargiulo (1783-1876) et James Millingen (1774-1845) ou du collectionneur Gabriele Iudica (1760-1835). Il augmente sa collection par des achats en ventes publiques à Paris. En 1814, il a acquis la collection d'antiques de Joséphine de Beauharnais dont les pièces du musée de Portici découvertes à Pompéi et Herculanum et que lui avait offert en 1802 Ferdinand IV, roi de Naples. Il a acheté avant 1824 la collection de vases étrusques du comte, puis marquis Jean-Philippe-Gui Le Gentil Paroy. En 1821, pour permettre de continuer à acheter des objets pour sa collection d'antiquités, il a vendu l'essentiel de sa collection d'estampes. Les objets égyptiens de sa collection proviennent de l'achat en 1822 des collections de Sébastien Louis Saulnier et de Sauveur-Fortuné Thédenat-Duvent (Savone, 1800- ).
Composée de quelque 4 996 objets dont 1 318 vases grecs, il vend sa première collection en bloc pour 480 000 francs au musée du Louvre le 2 mars 1825 pour constituer le noyau du musée Charles X. Cette collection se trouve répartie dans les départements des Antiquités grecques, étrusques et romaines, des Antiquités égyptiennes et des Objets d’art. La division égyptienne du musée Charles X comprenait 2 149 pièces provenant de la collection Durand qui s'est agrandie en 1826 de la collection Salt et en 1827 de la seconde collection Drovetti.
Il s'est intéressé aux gemmes antiques et modernes. En 1820, il a acheté pour 10 000 francs les gemmes du trésor de la cathédrale Saint-Pierre-et-Saint-Paul de Troyes et de la collégiale Saint-Étienne de Troyes qui provenait du pillage de Constantinople, en 1204. Ces gemmes saisies pendant la Révolution ont été rendues au chapitre de la cathédrale en 1807. Ces pierres ont été vendues d'abord au détail puis un lot important fut vendu au Musée de l'Ermitage par l'intermédiaire d'un certain Kölher de Saint-Pétersbourg, probablement Heinrich Karl Ernst Köhler (1765-1838), conservateur du Musée de l'Ermitage.
Edme-Antoine Durand a aussi été un collectionneur de médailles. Les médailles ont été acquises en Espagne, en Italie et en ventes publiques à Paris. Des pièces espagnoles ont été acquises par la Bibliothèque nationale de France. Il a vendu une suite de médailles en or à H. K. E. Kölher.
Après la vente de sa première collection au musée Charles X, il achète la collection d'armes du baron Percy pour éviter sa dispersion. Elle a été vendue aux enchères du 18 au 23 janvier 1830. Faute de fonds, aucune pièce n'a pu être acquise par le Musée de l'artillerie.
À la vente de 1825, il n'a pas vendu toutes les pièces de sa collection. Il continue à vendre des œuvres d'art dans son magasin parisien et en vente publique. 
À partir de 1832, il est un correspondant de l'Istituto di corrispondenza archeologica fondé en 1829. Il fait cinq voyages en Italie entre 1825 et 1835. Il y achète des vases grecs et des bijoux étrusques provenant des fouilles dans la nécropole étrusque de Vulci. Il continue ses achats dans les ventes publiques parisiennes. Il meurt d'une maladie foudroyante à Florence au cours d'un voyage en 1835. Contrairement à son souhait, sa collection est vendue aux enchères en 1836. Le catalogue de la vente a été rédigé par Jean de Witte pour « perpétuer (…) le souvenir de cette magnifique collection ». Le British Museum a acheté près de 400 vases. Le cabinet des médailles de la Bibliothèque nationale a pu s'enrichir de plusieurs vases à l'occasion de cette vente. 32 ont pu être acquis pour une somme de 6 492 francs, mais les conservateurs et les donateurs futurs semblent s'être mis d'accord pour acheter des pièces de choix qui sont venues enrichir la collection de la Bibliothèque nationale par achat ultérieur ou par don.